# Self Portrait (음반)
《Self Portrait》는 미국의 싱어송라이터 밥 딜런이 1970년 6월 8일, 컬럼비아 레코드에서 발매한 열 번째 스튜디오 음반이다.
《Self Portrait》는 딜런의 두 번째 더블 음반 (《Blonde on Blonde》 이후)으로 잘 알려진 팝과 포크의 커버 버전이 다수 수록되어 있다. 또한 소수의 악기와 독창적인 작곡도 포함된다. 대부분의 음반은 딜런이 1년 전 《Nashville Skyline》에서 선보였던 영향을 받은 컨트리 크룬 보이스로 불린다. 어떤 사람들에게는 의도적으로 초현실적이고 심지어 풍자적인 것으로 여겨지는 《Self Portrait》는 극도로 좋지 않은 평가를 받았다.
딜런은 인터뷰에서 《Self Portrait》는 그가 1960년대에 세웠던 기준에 훨씬 못미치는 우스갯소리였으며, 사람들을 그의 등에서 벗어나 "세대의 대변인" 태그를 끝내기 위해 만들어졌다고 말했다.
부정적인 반응에도 불구하고, 이 음반은 4위를 기록한 미국에서 빠르게 금빛으로 변했고, 또한 영국 1위를 차지하기도 했다. 이 음반은 2013년 《The Bootleg Series Vol. 10: Another Self Portrait (1969–1971)》를 발표하면서 회고적인 긍정적인 재평가를 받았다.

## 평가
| 전문가 평가                   | 전문가 평가 |
| 평가 점수                     | 평가 점수   |
| 출처                          | 점수        |
| ----------------------------- | ----------- |
| AllMusic                      | [ 2 ]       |
| Entertainment Weekly          | C–          |
| MusicHound Rock               | 2/5         |
| The Rolling Stone Album Guide | [ 5 ]       |
| Tom Hull                      | C           |
| The Village Voice             | C+          |

《Self Portrait》는 비평가들과 소비자들로부터 부정적인 평가를 받았다. 딜런은 《Self Portrait》 이전에 부정적인 비판을 받았다. 최악의 경우 1962년 데뷔는 조용한 무관심에 부딪혔다. 1966년 호크스와의 투어는 일부 팬들의 노골적인 적개심에 부딪혔지만, 급부상하고 있는 록 언론은 그들의 열렬한 찬사를 받으며 그러한 반응을 반박했다.
《Self Portrait》로 인해, 존경받는 사람은 거의 없었고, 훨씬 더 많은 혐오자들이 있었다. 비판적인 경멸은 보편적으로 보였다. 기껏해야 로버트 크리스트가우를 비롯한 다수의 기자들은 《Self Portrait》 뒤에 어느 정도 장점이 있는 개념이 있다고 느꼈다.
크리스트가우는 "개념적으로 이것은 훌륭한 음반이다"라고 썼다. "이 음반은 두 가지 중심 아이디어에 의해 조직된 것 같다. 첫째, 그 '자신'은 가장 정확하게 정의된(그리고 묘사된) 유물들, 즉 이 경우 개인 재산으로 주장되는 팝과 포크와 과거 창작물의 반순간을 테이프 한 장에 넣고 (아마도) 직접 쓴 두 곡의 노래까지도 (아마도) 응답한다. 둘째, 인민의 음악은 사람들이 좋아하는 음악, 만토바니 현 등 모든 것이다."

## 곡 목록
| #  | 제목                                    | 작사·작곡                           | 재생 시간 |
| -- | --------------------------------------- | ----------------------------------- | --------- |
| 1. | 〈All the Tired Horses〉                | 밥 딜런                             | 3:12      |
| 2. | 〈Alberta #1〉                          | 민요                                | 2:57      |
| 3. | 〈I Forgot More Than You'll Ever Know〉 | 세실 널                             | 2:23      |
| 4. | 〈Days of 49〉                          | 앨런 로맥스, 존 로맥스, 프랭크 워너 | 5:27      |
| 5. | 〈Early Morning Rain〉                  | 고든 라이트풋                       | 3:34      |
| 6. | 〈In Search of Little Sadie〉           | 민요                                | 2:28      |

| #  | 제목                            | 작사·작곡                               | 재생 시간 |
| -- | ------------------------------- | --------------------------------------- | --------- |
| 1. | 〈Let It Be Me〉                | 질베르 베코, 맨 커티스, 피에르 들라노에 | 3:00      |
| 2. | 〈Little Sadie〉                | 민요                                    | 2:00      |
| 3. | 〈Woogie Boogie〉               | 딜런                                    | 2:06      |
| 4. | 〈Belle Isle〉                  | 민요                                    | 2:30      |
| 5. | 〈Living the Blues〉            | 딜런                                    | 2:42      |
| 6. | 〈Like a Rolling Stone〉 (Live) | 딜런                                    | 5:18      |

| #  | 제목                                       | 작사·작곡                                            | 재생 시간 |
| -- | ------------------------------------------ | ---------------------------------------------------- | --------- |
| 1. | 〈Copper Kettle〉                          | 알버트 프랭크 베드도                                 | 3:34      |
| 2. | 〈Gotta Travel On〉                        | 폴 클레이턴, 래리 에를리히, 데이비드 라자르, 톰 식스 | 3:08      |
| 3. | 〈Blue Moon〉                              | 로렌츠 하트, 리처드 로저스                           | 2:29      |
| 4. | 〈The Boxer〉                              | 폴 사이먼                                            | 2:48      |
| 5. | 〈Quinn the Eskimo (Mighty Quinn)〉 (Live) | 딜런                                                 | 2:48      |
| 6. | 〈Take Me as I Am (Or Let Me Go)〉         | 부들로 브라이언트                                    | 3:03      |

| #  | 제목                         | 작사·작곡                        | 재생 시간 |
| -- | ---------------------------- | -------------------------------- | --------- |
| 1. | 〈Take a Message to Mary〉   | 펠리스 브라이언트, B. 브라이언트 | 2:46      |
| 2. | 〈It Hurts Me Too〉          | 민요                             | 3:15      |
| 3. | 〈Minstrel Boy〉 (Live)      | 딜런                             | 3:33      |
| 4. | 〈She Belongs to Me〉 (Live) | 딜런                             | 2:44      |
| 5. | 〈Wigwam〉                   | 딜런                             | 3:09      |
| 6. | 〈Alberta #2〉               | 민요                             | 3:12      |